# Камышево (Саратовская область)
Камышево — село в Дергачёвском районе Саратовской области, административный центр сельского поселения Камышевское муниципальное образование.
Село расположено на реке Камышевка, в 47 км севернее районного центра посёлка Дергачи.
Население - 481 (2010)

## История
Основано как владельческий хутор Нарышкин. Хутор Нарышкин (на реке Камышевке) упоминается в Списке населенных мест Российской империи по сведениям 1859 года. В 1859 году на хуторе проживало 370 жителей. Хутор относился к Новоузенскому уезду Самарской губернии. В Списке населённых мест Самарской губернии по сведениям за 1889 год значится как деревня Камышевка (она же Нарышкина)
Согласно Списку населённых мест Самарской губернии 1910 года село Камышево относилось к Верхне-Кушумской волости, здесь проживало 292 мужчины и 283 женщины, село населяли бывшие помещичьи крестьяне, преимущественно русские, православные, в селе имелись церковь, земская школа и ветряная мельница.
В 1919 году в составе Новоузенского уезда село включено в состав Саратовской губернии.

## Население
Динамика численности населения по годам:
| 1859 | 1889 | 1910 | 2002 |
| ---- | ---- | ---- | ---- |
| 370  | 399  | 575  | 558  |

| 2002 | 2010 |
| ---- | ---- |
| 560  | ↘481 |